# Jewgeni Iwanowitsch Schaposchnikow

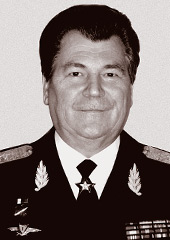
Jewgeni Schaposchnikow (1991)

Jewgeni Iwanowitsch Schaposchnikow (russisch Евгений Иванович Шапошников; * 3. Februar 1942 in Bolschoi Log, Oblast Rostow, RSFSR, UdSSR; † 8. Dezember 2020 in Moskau) war ein sowjetischer bzw. russischer General (zuletzt Marschall der Flieger) und von August 1991 bis Dezember 1991 der letzte sowjetische Verteidigungsminister.

## Leben
Schaposchnikow schloss 1962 die Charkower Höhere Lehranstalt für Militärpiloten ab und diente im Wehrbezirk Karpatien. 1969 schloss Schaposchnikow die Militärakademie der Luftstreitkräfte ab. Nach einer Verwendung als Kommandeur der Luftstreitkräfte des Wehrbezirks Odessa wurde er 1987 zum Kommandeur der Luftstreitkräfte innerhalb der GSSD berufen, dem schloss sich eine Berufung als Kommandeur der gesamtsowjetischen Luftstreitkräfte an. Schaposchnikow war darüber hinaus in den Jahren 1990 und 1991 Mitglied des Zentralkomitees der KPdSU und wurde zum Nachfolger des bis zum 23. August 1991 amtierenden Verteidigungsminister Michail Moissejew ernannt, da er den Augustputsch nicht unterstützt hatte. Wenige Tage später, am 26. August 1991, wurde Schaposchnikow zum Marschall der Flieger befördert.
Nach Auflösung der UdSSR war Schaposchnikow bis Dezember 1991 Verteidigungsminister und wurde im Februar 1992 zum Oberkommandeur der Vereinten Streitkräfte der GUS ernannt, was er bis September 1993 blieb. Später fungierte Schaposchnikow als Berater. Er starb im Dezember 2020 an COVID-19 und wurde auf dem Moskauer Friedhof Trojekurowo beigesetzt.

## Auszeichnungen (Auswahl)
Schaposchnikow erhielt verschiedene Auszeichnungen, wie den Orden des Roten Sterns oder den Orden der Ehre.